# Generische Matrix
Der Begriff der generischen Matrix wird im mathematischen Teilgebiet der linearen Algebra in verschiedenen Bedeutungen verwendet. 
In der Darstellungstheorie bezeichnet man so Matrizen, bei denen (für alle {\displaystyle k}) die aus den letzten {\displaystyle k} Zeilen und ersten {\displaystyle k} Spalten gebildeten Untermatrizen von Null verschiedene Determinante haben, siehe Bruhat-Zerlegung#Generische Matrizen.
Gelegentlich wird auch die Matrix
{\displaystyle \left({\begin{array}{cccc}x_{11}&x_{12}&\ldots &x_{1n}\\x_{21}&x_{22}&\ldots &x_{2n}\\\ldots &\ldots &&\ldots \\x_{n1}&x_{n2}&\ldots &x_{nn}\end{array}}\right)\in Mat(n\times n,\mathbb {Z} \left[x_{ij}\right])}
in algebraisch unabhängigen Variablen {\displaystyle x_{ij},1\leq i,j\leq n} als generische Matrix bezeichnet. Diese generische Matrix wird beispielsweise in Beweisen des Satzes von Cayley-Hamilton verwendet.
Es gibt weitere mit den oben genannten nicht kompatible Verwendungen des Begriffes in der mathematischen Fachliteratur.